# Oligomycyna
Oligomycyna – naturalny antybiotyk makrolidowy izolowany ze szczepów Streptomyces, będący inhibitorem mitochondrialnej syntazy ATP.

## Działanie
Oligomycyna hamuje działanie enzymu – syntazy ATP, przez blokowanie jej kanału protonowego (podjednostki F0). Obecna w błonie mitochondrialnej syntaza ATP jest odpowiedzialna za syntezę ATP w procesie fosforylacji oksydacyjnej. Działanie oligomycyny polega na zatrzymaniu syntezy ATP (produkcji energii), a nawet całego łańcucha transportu elektronów.

## Struktura
Oligomycyna występuje w postaci wielu homologów, spośród których w największej ilości produkowana przez Streptomyces jest oligomycyna A. Cząsteczka oligomycyny zawiera makrocykliczny 26-członowy pierścień utworzony z wiązań C–C, C=C i C–O z licznymi podstawnikami w tym grupami hydroksylowymi i ketonowymi. Fragment makropierścienia stanowi pierścień tetrahydropiranowy połączony spiro-atomem z drugim pierścieniem tetrahydropiranowym. Pod względem chemicznym oligomycyna jest laktonem, gdyż w makrocyklicznym pierścieniu obecne jest jedno wiązanie estrowe.
|                              | R1     | R2 | R3 | R4  | R5     |
| Oligomycyna A                | CH3    | H  | OH | H,H | CH3    |
| Oligomycyna B                | CH3    | H  | OH | O   | CH3    |
| Oligomycyna C                | CH3    | H  | H  | H,H | CH3    |
| Oligomycyna D (Rutamycyna A) | H      | H  | OH | H,H | CH3    |
| Oligomycyna E                | CH3    | OH | OH | O   | CH3    |
| Oligomycyna F                | CH3    | H  | OH | H,H | CH2CH3 |
| Rutamycyna B                 | H      | H  | H  | H,H | CH3    |
| 44-Homooligomycyna A         | CH2CH3 | H  | OH | H,H | CH3    |
| 44-Homooligomycyna B         | CH2CH3 | H  | OH | O   | CH3    |